# Kanton Châlus
Kanton Châlus is een voormalig  kanton van het Franse departement Haute-Vienne. Kanton Châlus maakte deel uit van het arrondissement Limoges en telde 5410 inwoners in 1999. Het werd opgeheven bij decreet van 20 februari 2014, met uitwerking op 22 maart 2015. Alle gemeenten werden toegevoegd aan het kanton Saint-Yrieix-la-Perche.

## Gemeenten
Het kanton Châlus omvatte de volgende gemeenten:
- Bussière-Galant
- Châlus (hoofdplaats)
- Flavignac
- Lavignac
- Les Cars
- Pageas